# Тот, Ласло (вандал)
Ла́сло Тот (англ. Laszlo Toth, венг. Tóth László; род. 1 июля 1938, Пилишвёрёшвар, Пешт, Королевство Венгрия) — австралийский геолог венгерского происхождения, совершивший акт вандализма против скульптурной группы Микеланджело «Пьета».

## Биография
Родился в католической семье. Получил диплом геолога. В 1965 году эмигрировал в Австралию, жил в Сиднее. Из-за плохого знания английского языка и по причине того, что его диплом не признавался австралийскими властями, некоторое время работал на мыловаренной фабрике. Предпринимал попытки возглавить венгерскую диаспору в Австралии. В 1967 году в результате драки с другим венгром-эмигрантом получил перелом основания черепа, после чего на несколько лет исчез из общественного поля зрения. В июне 1971 года, накануне своего 33-летия, переехал в Рим, где, по собственному признанию на суде, решил публично заявить о своём рождении как о втором пришествии Иисуса Христа. Тогда же пришёл к выводу, что современная католическая церковь намеренно культивирует образ мёртвого, а не воскресшего Христа, и задумал уничтожить «Пьету» как главный символ этого «лживого обычая». Написал несколько писем папе Павлу VI, оставшихся без ответа; безуспешно пытался встретиться с ним в его летней резиденции в Кастель-Гандольфо.

### Нападение на «Пьету»
21 мая 1972 года, через несколько минут после окончания праздничной литургии по случаю Дня Святой Троицы, Тот набросился на скульптуру, экспонируемую в базилике Святого Петра в Ватикане, и с криком «Я — Иисус Христос, Христос восстал из мёртвых!» нанёс ей пятнадцать ударов скальным молотком, отбив статуе Девы Марии левую руку на уровне локтя, выщербив нос и левое веко и причинив множество других мелких повреждений. Свидетелями преступления стали около двух тысяч прихожан церкви Святого Петра.
Тот был схвачен присутствующими, в том числе американским скульптором Бобом Кэссилли, первым оттащившим его от «Пьеты». На суде Тот повторил, что он — Иисус Христос, а также сам Микеланджело, и Бог велел ему уничтожить статую Богородицы — «олицетворение ложных добродетелей Церкви», — поскольку Он вечен и не может иметь матери. Обвинив своих судей, «объявивших Христа безумцем», в смертном грехе гордыни, Тот пообещал проклясть их в день Страшного суда.
- Микеланджело. Пьета (Оплакивание Христа). 1499
- Повреждённая голова статуи Девы Марии. 21 мая 1972

Ввиду явной психической ненормальности Тота уголовных обвинений против него не выдвигалось. 29 января 1973 года Тот был помещён в итальянскую психиатрическую клинику, 9 февраля 1975 года — выписан из больницы и депортирован в Австралию.
В 2000 году Тот пережил инсульт, приведший к частичному параличу правой стороны тела. Жил в частном доме престарелых в Стрэтфилде (Новый Южный Уэльс, Австралия).

<…> даже царапина, нанесённая 473-летней «Пьете» — единственной скульптуре, подписанной величайшим скульптором всех времён — оправдала бы подобное тщание; на этот раз, однако, урон был просто чудовищен. Удары молотка отбили нос от изысканно-печального лица Мадонны. Были выщерблены левое веко, шея, голова и вуаль Девы Марии. Левая рука статуи отломилась на уровне локтя; пальцы руки откололись от удара о пол.
Старательно орудуя перьевыми метёлками для смахивания пыли, служащие Ватикана собрали более 50 мраморных осколков. Несколько фрагментов было извлечено из восковых натёков на свечах, окружающих «Пьету». Ещё три обломка вернули туристы, прихватившие их с собой в качестве сувениров.
О своей готовности восстановить статую заявил известный итальянский скульптор Джакомо Манцу.
Рентгеновское исследование «Пьеты», предпринятое в 1964 году перед отправкой скульптуры на Международную ярмарку в Нью-Йорке, показало, что левая рука Мадонны была отломана и заменена в XVIII веке неизвестным скульптором.

## В популярной культуре
- В 1975 году австралийский карикатурист Майкл Луниг (англ. Michael Leunig) опубликовал в газете Nation Review две рождественские карикатуры за подписью «Ласло Тот».
- Ласло Тот — персонаж одноимённой импровизированной пьесы, опубликованной в 1977 году американским поэтом и историком литературы Роджером Дансмором (англ. Roger Dunsmore)[11].
- Художественное исследование на тему созидания и разрушения, выпущенное в 1992 году американским писателем и автором комиксов Стивом Дитко, озаглавлено «Молоток Лазло» (англ. Lazlo’s Hammer; в последующих переизданиях — «Молоток Ласло», англ. Laszlo’s Hammer)[12].
- «Лазло Тот» (англ. Lazlo Toth) — литературный псевдоним американского писателя, режиссёра, актёра, певца, комика и мастера эпистолярных розыгрышей Дона Новелло[англ.][13].
- Ласло Тот — частичный прототип Гийома Таррана (фр. Guillaume Tarrant), персонажа комикса «Оз[англ.]».
- Ласло Тот — имя венгерского еврейского архитектора-эмигранта, главного героя драматического фильма Брэди Корбета «Бруталист» (США, 2024).